# Saison 2015 de l'équipe cycliste Almeborg-Bornholm
La saison 2015 de l'équipe cycliste Almeborg-Bornholm est la première de cette équipe avec le statut d'équipe continentale.

## Préparation de la saison 2015

### Arrivées et départs
| Arrivées            | Équipe 2014               |
| ------------------- | ------------------------- |
| Simon Bigum         | Randers Cykleklub         |
| Stefan Djurhuus     | Amager Cykle Ring         |
| Michael Jæger       |                           |
| Christoffer Lisson  | Designa Køkken-Knudsgaard |
| Frederik Rasmussen  |                           |
| Emil Ravnsholt      | Randers Cykleklub         |
| Emil Toudal         |                           |
| Mathias Westergaard | Designa Køkken-Knudsgaard |

| Départs                 | Équipe 2015  |
| ----------------------- | ------------ |
| Jakob Juul Christiansen |              |
| Emil Dam Sørensen       | Soigneur-FBL |

## Coureurs et encadrement technique

### Effectif
Quinze coureurs composent l'effectif de l'équipe : Christian Juul Andreasen, Jesper Juul Andreasen, Simon Bigum, Lars Carstensen, Stefan Djurhuus, Anders Holm, Michael Jæger, Christoffer Lisson, Mathias Lisson, Martin Madsen, Frederik Rasmussen, Emil Ravnsholt, Emil Toudal, Mathias Westergaard et Heine Winding.
| Cycliste                 | Date de naissance | Nationalité | Équipe 2014               |  |
| ------------------------ | ----------------- | ----------- | ------------------------- |  |
| Christian Juul Andreasen | 22 janvier 1986   | Danemark    | Bornholm                  |  |
| Jesper Juul Andreasen    | 1er mai 1988      | Danemark    | Bornholm                  |  |
| Simon Bigum              | 10 avril 1993     | Danemark    | Randers Cykleklub         |  |
| Lars Carstensen          | 20 novembre 1980  | Danemark    | Bornholm                  |  |
| Stefan Djurhuus          | 7 avril 1990      | Danemark    | Amager Cykle Ring         |  |
| Anders Holm              | 13 août 1978      | Danemark    | Bornholm                  |  |
| Michael Jæger            | 12 novembre 1984  | Danemark    |                           |  |
| Christoffer Lisson       | 28 novembre 1995  | Danemark    | Designa Køkken-Knudsgaard |  |
| Mathias Lisson           | 10 mars 1990      | Danemark    | Bornholm                  |  |
| Martin Madsen            | 20 février 1985   | Danemark    | Bornholm                  |  |
| Frederik Rasmussen       | 4 février 1995    | Danemark    |                           |  |
| Emil Ravnsholt           | 2 octobre 1995    | Danemark    | Randers Cykleklub         |  |
| Emil Toudal              | 28 mai 1996       | Danemark    |                           |  |
| Mathias Westergaard      | 21 février 1994   | Danemark    | Designa Køkken-Knudsgaard |  |
| Heine Winding            | 9 février 1974    | Danemark    | Bornholm                  |  |

Portraits
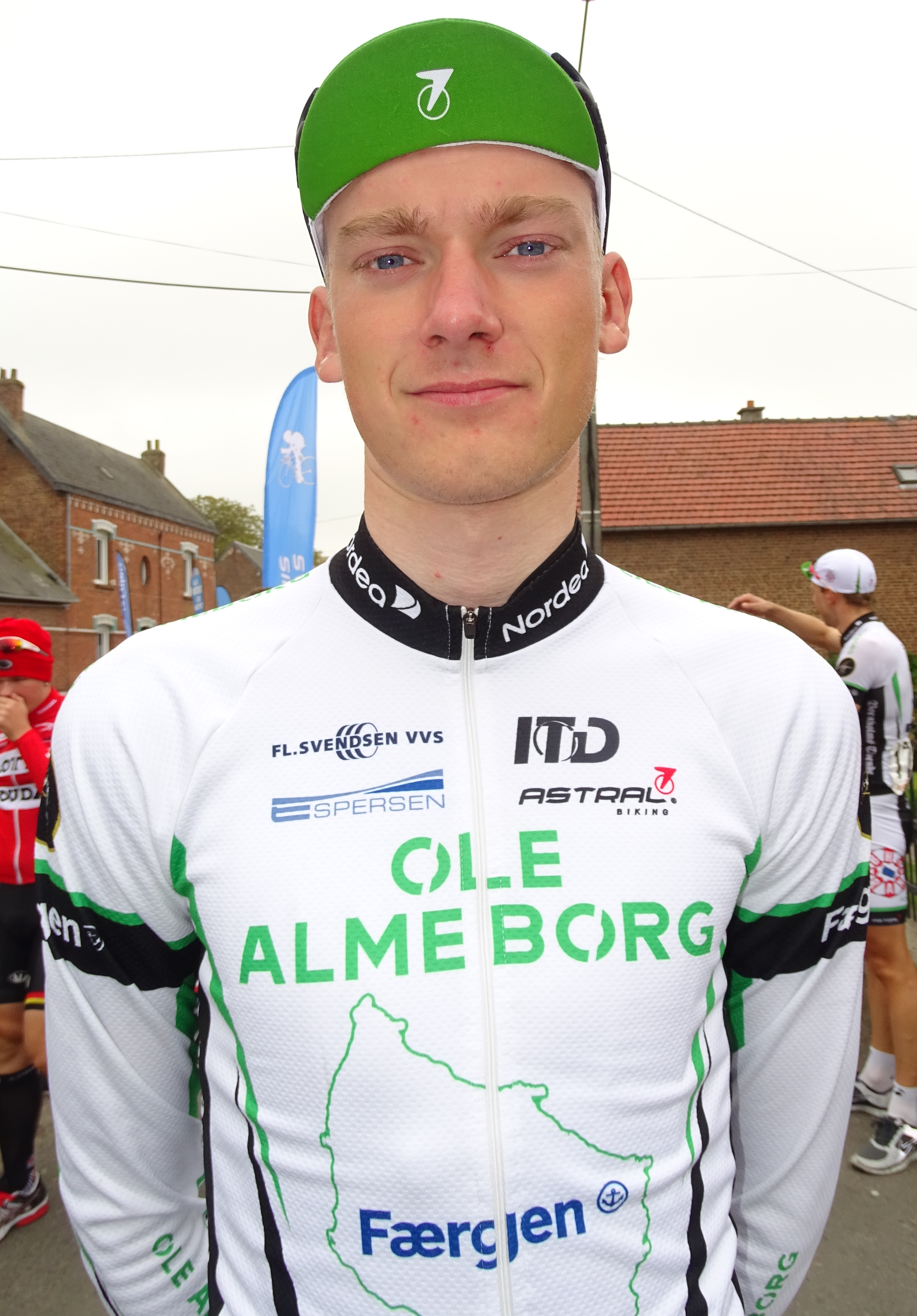
Christoffer Lisson.
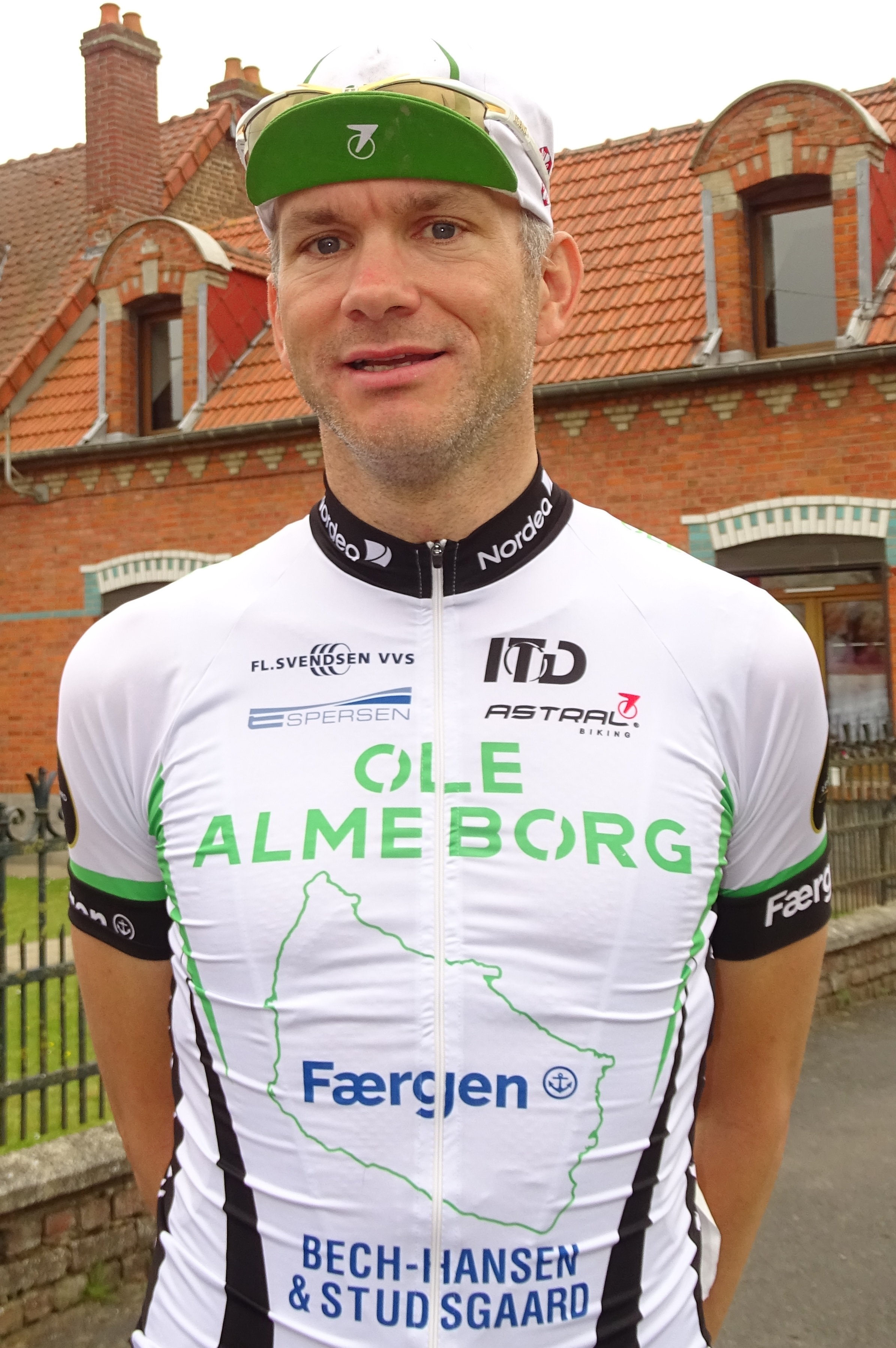
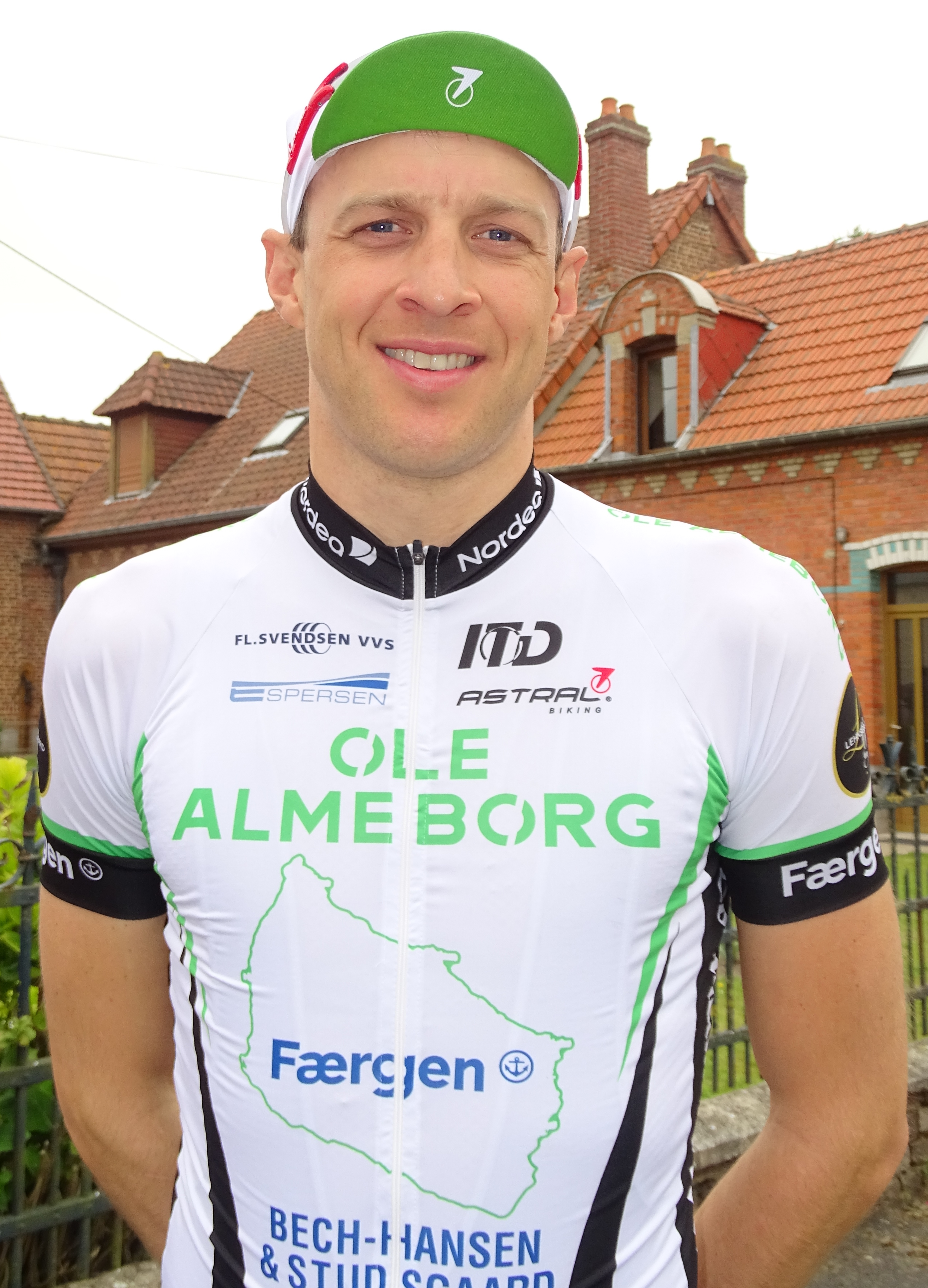
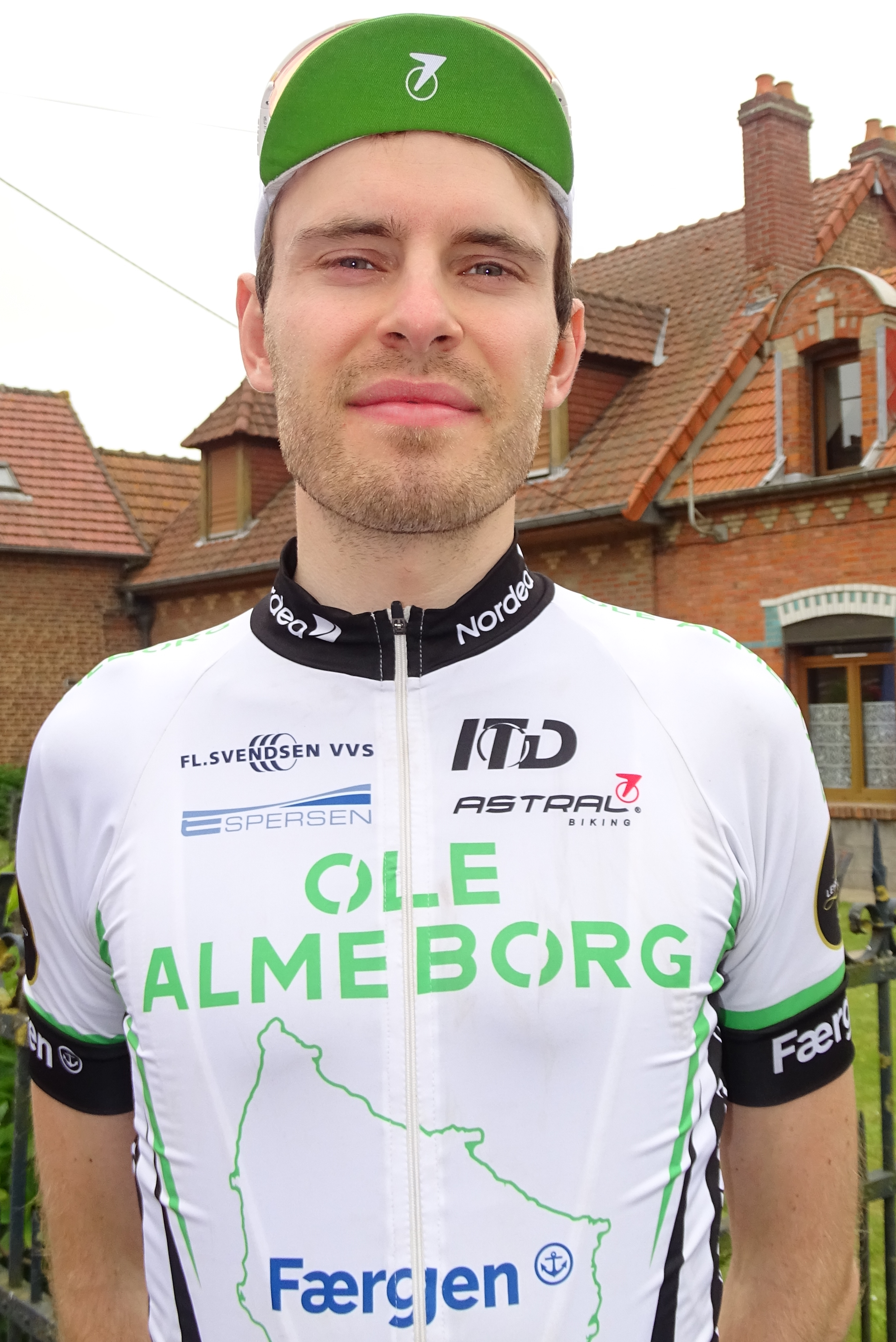
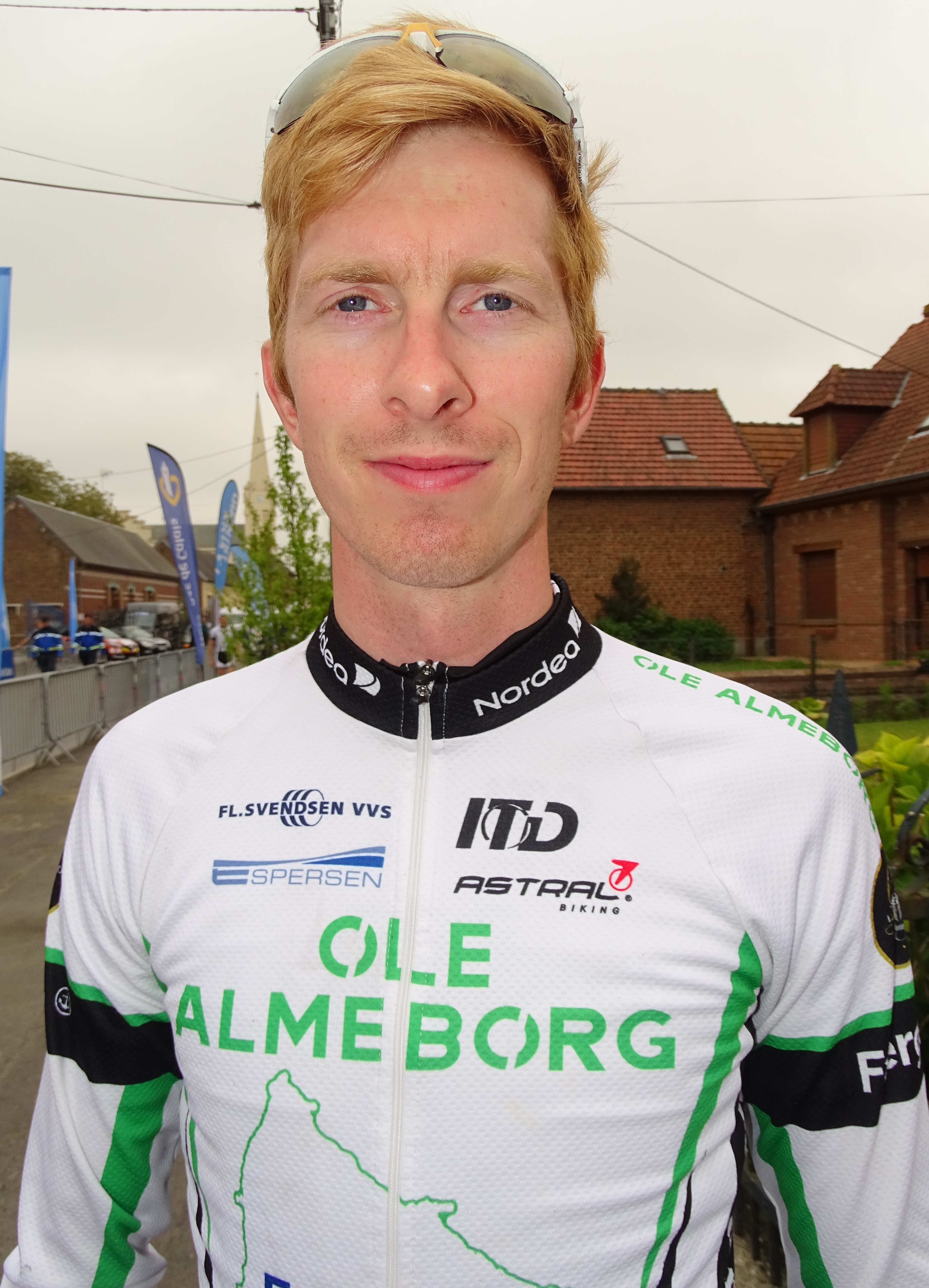
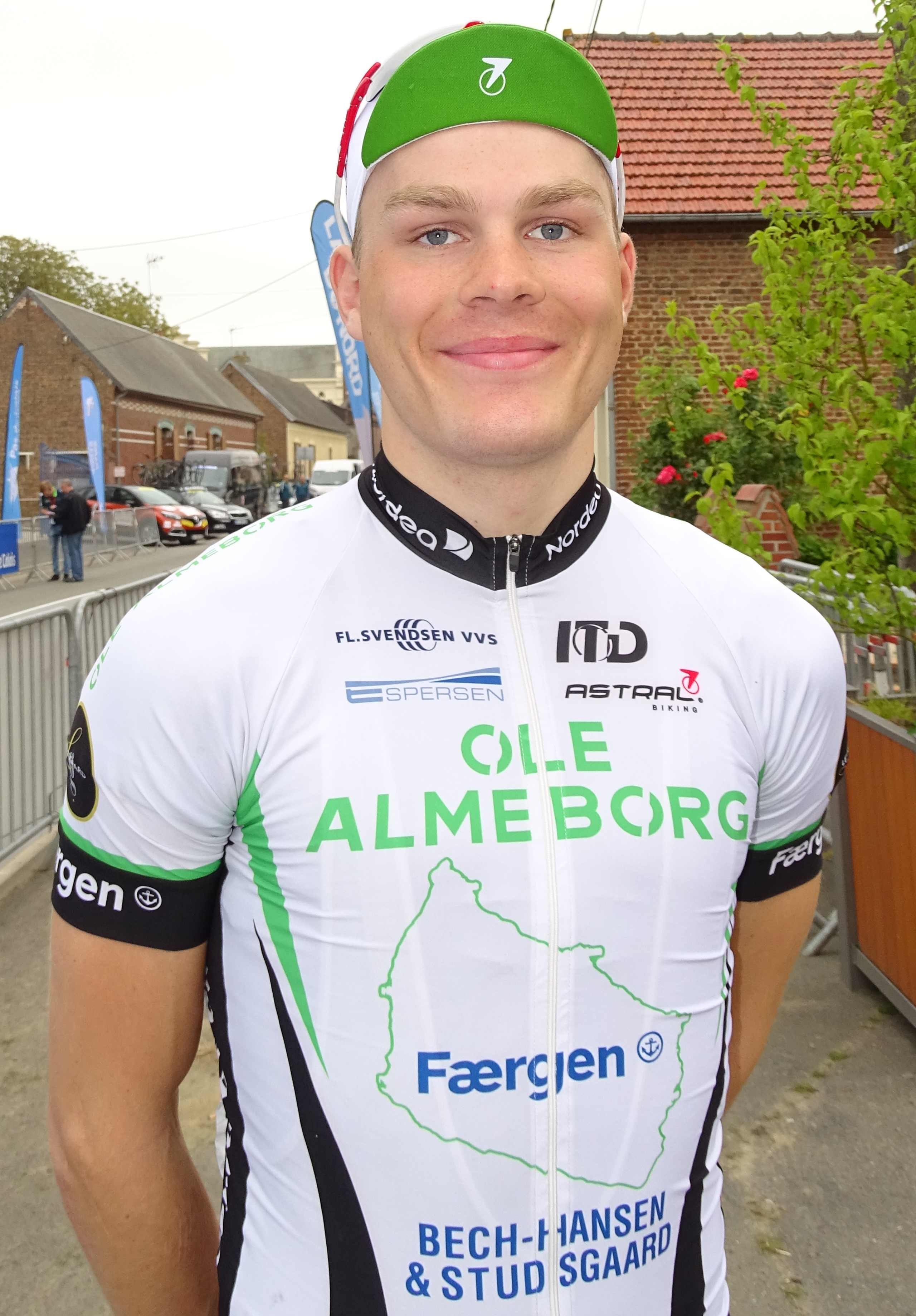

### Encadrement
Le manager général est Frank Andreasen et les directeurs sportifs sont Christian Juul Andreasen, Sune Ryssel, Ib Lisson et John Marfelt.

## Bilan de la saison

### Victoires
| Date | Course | Pays | Classe | Vainqueur |
| ---- | ------ | ---- | ------ | --------- |

### Classement UCI

#### UCI Europe Tour
| Rang | Coureur | Points |
| ---- | ------- | ------ |